# Katalin Karikó
Katalin Karikó, madžarsko-ameriška biokemičarka, nobelovka, * 17. januar 1955, Szolnok, Madžarska.
Njene raziskave informacijske RNA (mRNA) so vodile do razvoja tehnologije vnosa umetne mRNA v organizem v terapevtske namene, na podlagi česar je bil razvit nov razred cepiv, RNA cepiva. Tehnologija, s katero je možno pripraviti organizem do sinteze poljubne beljakovine, obeta tudi številne druge koristi v biomedicini in je zdaj predmet intenzivnih raziskav. Za svoje delo na tem področju je leta 2023 prejela Nobelovo nagrado za fiziologijo ali medicino.

## Življenjepis
Rodila se je v družini mesarja in odraščala v mestecu Kisújszállás. Odločila se je postati znanstvenica, zato se je vpisala na Univerzo v Szegedu, kjer je diplomirala in doktorirala. Nato je dobila podoktorski položaj na univerzitetnem centru za biološke raziskave, kjer je študirala sintezo RNA, a je programu leta 1985 zmanjkalo financ, zato je sprejela podoktorski položaj na Univerzi Temple. Z možem, inženirjem Bélo Francia, in dvoletno hčerko je takrat emigrirala v ZDA ter se posvetila raziskavam informacijske RNA, ki so bile takrat še v povojih.
Leta 1989 je dobila položaj docentke pod kardiologom Elliotom Barnathanom na Univerzi Pensilvanije. Njuna zamisel je bila vnašati umetno sintetizirano mRNA v celice kot navodilo za sintezo želenih beljakovin, vendar kljub uspešnemu dokazu koncepta nista dobila projektnega financiranja, saj je veljala ideja za preveč nekonvencionalno. Barnathan je nekaj let kasneje zapustil univerzo, Karikó pa je po spletu naključij dobila položaj v skupini nevrokirurga Davida Langerja. Tehnika je v celičnih kulturah delovala, poskusi na živalih pa so pokazali, da injicirana mRNA sproži imunski odziv organizma, ki razgradi tujek.
Preden bi dosegla uspeh je tudi Langer odšel, nakar jo je pod svoje okrilje vzel Drew Weissman, ki je želel ustvariti cepivo proti virusu HIV. Po začetnih neuspehih sta odkrila ključ: zamenjava enega od gradnikov, nukleozida uridina, z njegovim analogom psevdouridinom povzroči, da take molekule imunski sistem ne napade. Še takrat so najuglednejše znanstvene revije zavrnile objavo odkritja, pa tudi nove prošnje za projektno financiranje so bile neuspešne. Po več neuspešnih poskusih sta pritegnila pozornost biotehnoloških podjetij Moderna in BioNTech.
Sledil je razvoj cepiva proti gripi na osnovi nove tehnologije, ki je prišlo do faze kliničnih preskusov, v zgodnejših fazah pa so bila tudi nekatera druga cepiva. Ker je presodila, da na Univerzi Pensilvanije ne bi mogla slediti lastni
raziskovalni usmeritvi, je Karikó sprejela položaj podpredsednice uprave pri BioNTechu. Nato pa je leta 2020 izbruhnila pandemija nove koronavirusne bolezni. Raziskovalci so hitro pomislili, da bi lahko spodbudili imunski odziv z vnosom zapisa za koničasti protein virusa SARS-CoV-2 v obliki mRNA. Zaradi napredka na področju sinteze mRNA sta lahko obe podjetji izdelali ustrezen zapis praktično takoj, ko so kitajski raziskovalci objavili genski zapis virusa, lipidna kapsula, ki je omogočila dostavo do celic, pa je plod večdesetletnega dela drugih raziskovalcev. V začetku novembra 2020 je podjetje BioNTech v sodelovanju s farmacevtskim podjetjem Pfizer objavilo uspeh – učinkovito zaščito proti novemu koronavirusu s cepivom Tozinameran. Terapevtski potencial vnosa mRNA z modificiranimi nukleozidi so prepoznali tudi številni drugi in več vidnejših raziskovalcev je izrazilo mnenje, da bi morala Karikó ter Weissman prejeti Nobelovo nagrado za kemijo.
Katalin Karikó še vedno deluje tudi na Univerzi Pensilvanije. Njena hči Susan Francia je dvakratna prejemnica zlate olimpijske medalje v veslanju.

## Priznanja
Leta 2023 sta bila z Weissmanom sprejeta za člana Nacionalnega hrama slavnih izumiteljev (National Inventors Hall of Fame). Jeseni istega leta sta prejela še Nobelovo nagrado za fiziologijo ali medicino.